# Antigono
Antigono  è un nome proprio di persona italiano maschile.

## Varianti
- Femminili: Antigone[1][2], Antigona[1]

## Origine e diffusione

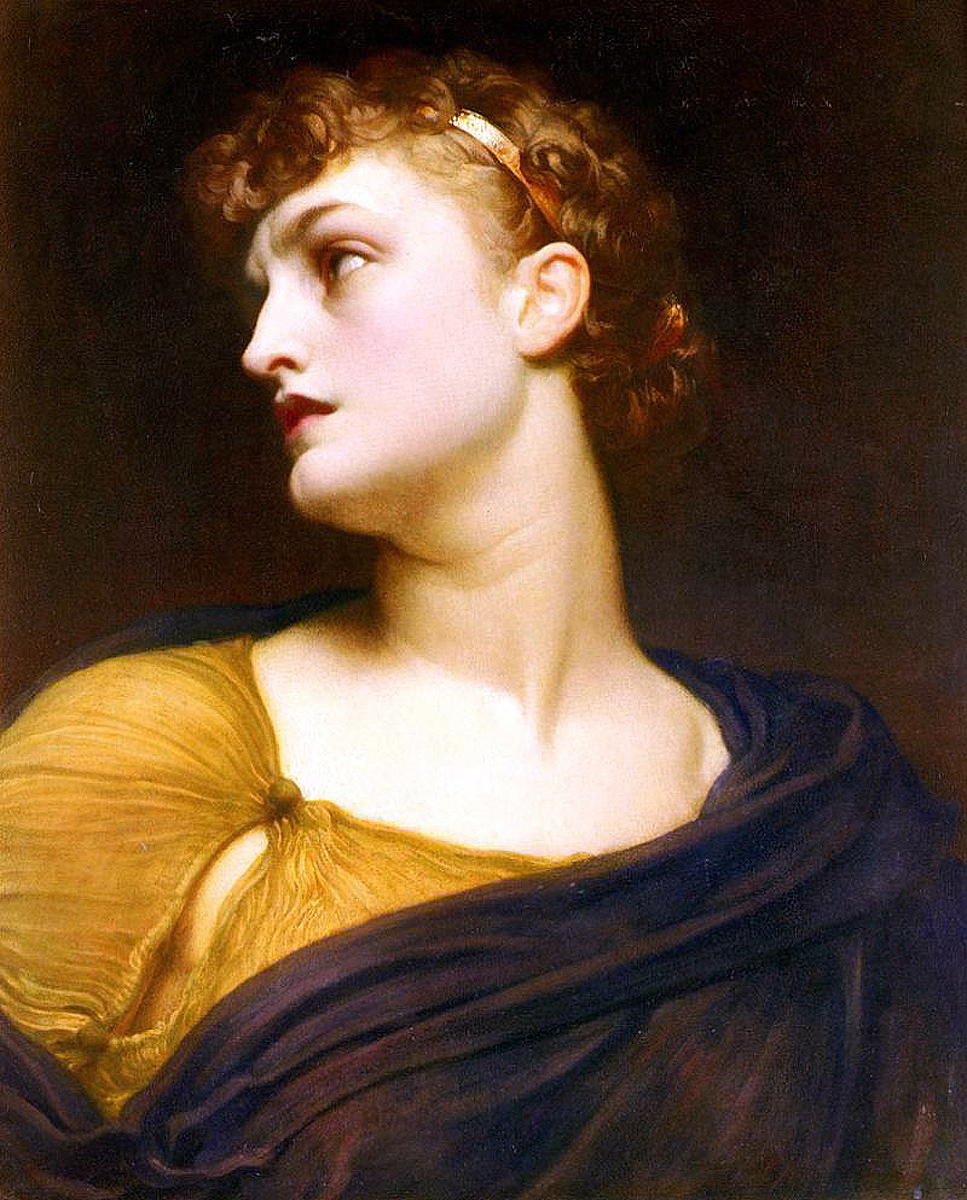
Antigone, di Frederic Leighton

Il nome può essere interpretato in maniere diverse. Già il primo elemento, αντι (anti, da cui anche Antinoo, Antiope, Antipatro, Antioco e Antero) vuol dire tanto "contro", "opposto", quanto "corrisposto", "uguale", e anche "al posto di", "invece di". Il secondo elemento ha la sua radice certamente in γενης (genes, "nascere", "generare"), ma può essere tanto γονευς (goneus, "antenato", "famiglia") quanto γονη (gone, "progenie", "nascita").
I significati proposti dalle varie fonti sono quindi variabili: "contro gli antenati", "contro la nascita", "sterile", "[che è] al posto di una madre" e via dicendo.
Il femminile è portato da diverse figure della mitologia greca, fra le quali Antigone, figlia di Edipo e di Giocasta, sulla cui storia si basano alcune opere.

## Onomastico
L'onomastico si può festeggiare il 27 febbraio, in memoria di sant'Antigono, martire assieme ad Abbondio, Alessandro e Fortunato.

## Persone

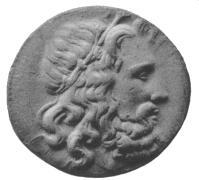
Antigono II Gonata

- Antigono II Asmoneo, figlio di Aristobulo II
- Antigono di Caristo, scrittore, scultore e medico greco antico
- Antigono di Caristo il Giovane, scrittore greco antico
- Antigono Donati, politico italiano
- Antigono III Dosone, re di Macedonia
- Antigono II Gonata, re di Macedonia
- Antigono I Monoftalmo, generale antico macedone, re di Macedonia

### Variante femminile Antigone
- Antigone d'Epiro, nobildonna macedone
- Antigone di Macedonia, nobile macedone
- Antigone Costanda, modella egiziana
- Antigone Vaginay, vero nome di Niny Comolli, musicista italiana

## Il nome nelle arti
- Antigono di Famagosta è un personaggio della novella 7 della seconda giornata del Decameron di Giovanni Boccaccio.